# Joturus pichardi
Joturus pichardi is een straalvinnige vis uit de familie van harders (Mugilidae) en behoort tot de orde van baarsachtigen (Perciformes). De vis kan maximaal 61 cm lang en 3250 gram zwaar worden.

## Leefomgeving
Joturus pichardi komt voor in tropische en subtropische rivieren en kustwateren van Florida, Mexico, Midden-Amerika tot Panama en in West-Indië. Volwassen vissen leven in de rivieren. Zij trekken naar brak- en zoutwater om te paaien.